# WNBA All-Star Game 2002
Match précédent Match suivant
Le WNBA All-Star Game 2002 a été joué le 15 juillet 2002 dans le MCI Center de Washington. Ce match est le 4e All-Star Game annuel. Washington accueille cet évènement pour la première fois de son histoire.
Les joueuses de la Conférence Ouest battent les joueuses de la Conférence Est 81 à 76. Lisa Leslie est élue MVP de la rencontre. Tina Thompson est la meilleure marqueuse du match avec 20 points.

## Joueurs
| Pos.         | Joueuse          | Équipe                 | Participation |
| Titulaires   | Titulaires       | Titulaires             | Titulaires    |
| ------------ | ---------------- | ---------------------- | ------------- |
| PG           | Ticha Penicheiro | Monarchs de Sacramento | 4e            |
| PG           | Sue Bird         | Storm de Seattle       | 1re           |
| SF           | Sheryl Swoopes   | Comets de Houston      | 3e            |
| PF           | Tina Thompson    | Comets de Houston      | 4e            |
| C            | Lisa Leslie      | Sparks de Los Angeles  | 4e            |
| Remplaçantes |                  |                        |               |
| SG           | Tamecka Dixon*   | Sparks de Los Angeles  | 2e            |
| SG           | Marie Ferdinand  | Starzz de l'Utah       | 1re           |
| SF           | Adrienne Goodson | Starzz de l'Utah       | 1re           |
| SF           | Mwadi Mabika     | Sparks de Los Angeles  | 2e            |
| SF           | Katie Smith      | Lynx du Minnesota      | 3e            |
| PF           | Lauren Jackson   | Storm de Seattle       | 2e            |
| Entraîneur   |                  |                        |               |
|              | Michael Cooper   | Sparks de Los Angeles  |               |

| Pos.         | Joueuse               | Équipe                | Participation |
| Titulaires   | Titulaires            | Titulaires            | Titulaires    |
| ------------ | --------------------- | --------------------- | ------------- |
| PG           | Teresa Weatherspoon   | Liberty de New York   | 4e            |
| PG           | Dawn Staley           | Mystics de Washington | 2e            |
| SF           | Tamika Catchings      | Fever de l'Indiana    | 1re           |
| SF           | Chamique Holdsclaw*   | Mystics de Washington | 4e            |
| C            | Tari Phillips         | Liberty de New York   | 3e            |
| Remplaçantes |                       |                       |               |
| PG           | Stacey Dales-Schuman* | Mystics de Washington | 1re           |
| PG           | Shannon Johnson       | Miracle d'Orlando     | 3e            |
| SG           | Nykesha Sales         | Miracle d'Orlando     | 4e            |
| SG           | Sheri Sam             | Sol de Miami          | 1re           |
| SF           | Andrea Stinson*       | Sting de Charlotte    | 3e            |
| SF           | Penny Taylor          | Rockers de Cleveland  | 1re           |
| C            | Tammy Sutton-Brown    | Fever de l'Indiana    | 1re           |
| Entraîneuse  |                       |                       |               |
|              | Anne Donovan          | Sting de Charlotte    |               |

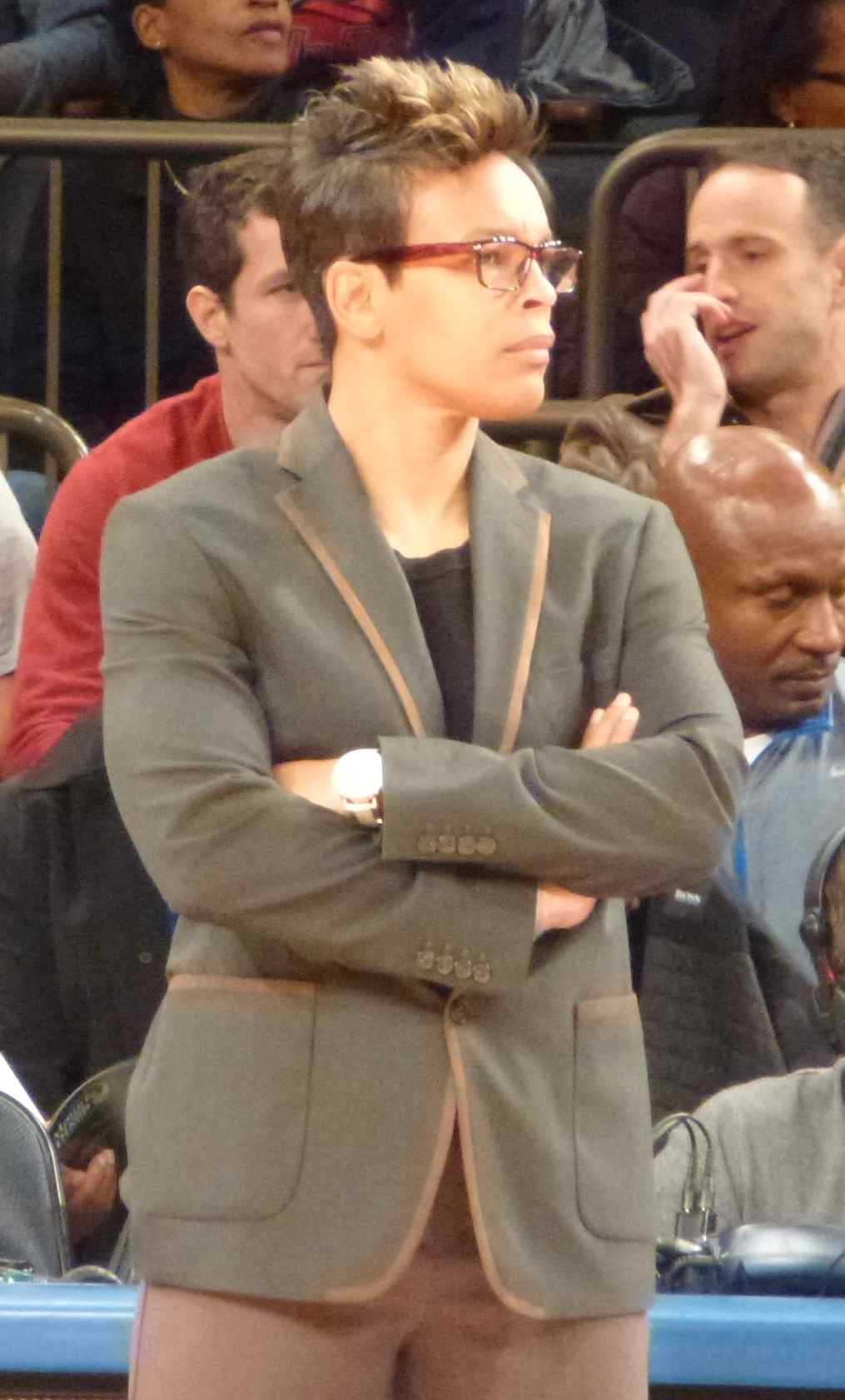
Teresa Weatherspoon (ici en 2012).

* Chamique Holdsclaw est forfait sur blessure. Stacey Dales-Schuman est appelée pour la remplacer. Andrea Stinson a remplacé Chamique Holdsclaw dans le cinq majeur de l’Est.
Michael Cooper (Sparks de Los Angeles) dirige la sélection de l’Ouest et Anne Donovan (Sting de Charlotte) dirige la sélection de l’Est.
| 15 juillet | Report | Conférence Ouest 81, Conférence Est 76     | Conférence Ouest 81, Conférence Est 76 | Conférence Ouest 81, Conférence Est 76             |  | MCI Center, Washington Affluence : 16,906 Arbitres : #10 Bob Trammell #20 Teresa Dahlem #19 Tony Brown | NBC |
| 15 juillet | Report | Tina Thompson 20 Lisa Leslie 14 Sue Bird 7 | Points Rebonds Passes d.               | Tamika Catchings 12 Tari Phillips 10 Dawn Staley 5 |  | MCI Center, Washington Affluence : 16,906 Arbitres : #10 Bob Trammell #20 Teresa Dahlem #19 Tony Brown | NBC |